# Всички на мегдана
„Всички на мегдана“ е предаване на телевизия СКАТ с водещи Соня Чакърова и Силвия Димитрова. Представлява поздравителен концерт с български народни песни. На живо се приемат обаждания от зрители, правят се поздрави по различни поводи с клипове, изработени от екипа на телевизията.
Предаването се излъчва на живо всеки делничен ден от 17:45 часа.